# Marszałek polny

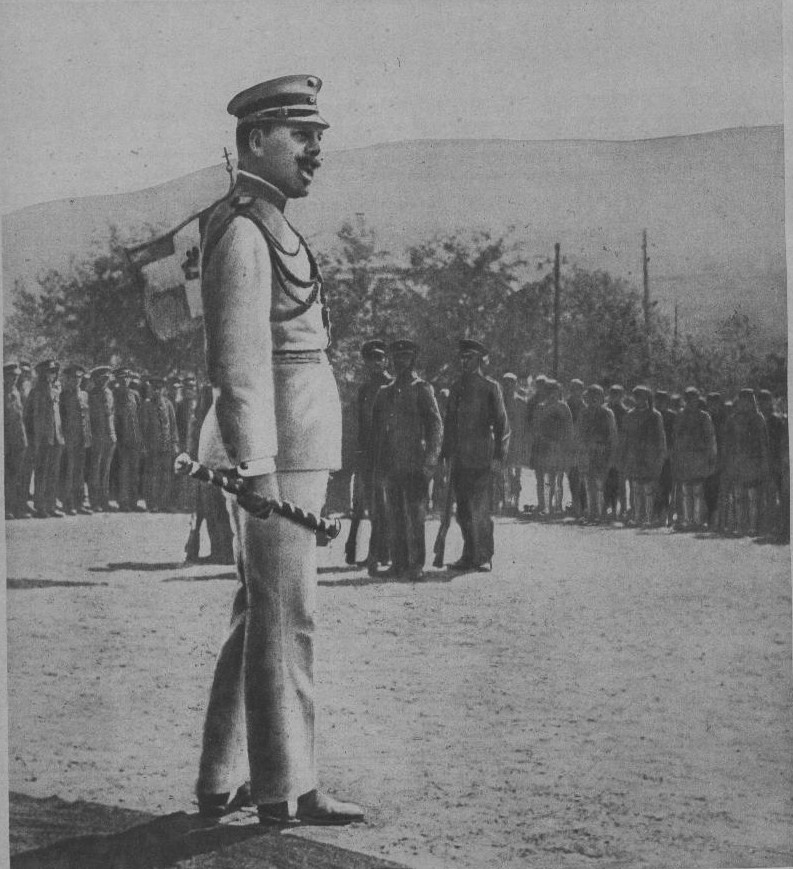
Feldmarszałek

Marszałek polny (czasem marszałek polowy lub feldmarszałek) – najwyższy stopień wojskowy w wielu siłach zbrojnych. W Wielkiej Brytanii Field Marshal, w Niemczech Feldmarschall lub Generalfeldmarschall, w Rosji Фельдмаршал.
W Siłach Zbrojnych Rzeczypospolitej Polskiej od 1920 najwyższym stopniem wojskowym jest Marszałek Polski (nie ma stopnia marszałka polnego). 